# TaskJuggler
TaskJuggler ist eine Projektmanagementsoftware. Im Gegensatz zu herkömmlichen Projektplanungsprogrammen basiert TaskJuggler auf einer leistungsfähigen Projektbeschreibungssprache, aus der der Projektplan errechnet wird. TaskJuggler unterstützt den Projektmanager bei allen Phasen eines Projektes, von der ersten Idee bis zur Fertigstellung. Es bietet Funktionen zur Zeitplanung, Kostenrechnung, Risikoanalyse, Statusverfolgung und zum Kommunikationsmanagement.
Das Programm verfügt über ein optimierendes Steuerprogramm, das die Berechnung der Zeitintervalle für alle Aufgaben sowie die Ressourcenzuteilung erledigt. Der Ressourcenbalancierer verhindert dabei automatisch eine Überlastung einzelner Ressourcen. Durch die flexible Projektbeschreibungssprache kann der Projektmanager jeweils so viele Details in den Plan aufnehmen, wie gerade bekannt sind. TaskJuggler berechnet dann die restlichen Daten und erlaubt es jederzeit weitere Daten hinzuzufügen, sobald sie bekannt werden.
Das TaskJuggler Project wurde 2001 von Christian Schläger als Open-Source-Projekt gegründet. Zunächst war es ein Kommandozeilenprogramm, das Berichte in HTML erzeugte. Seit August 2004 verfügt es über ein graphisches Frontend auf Basis der KDE-Bibliotheken. In Version 3 wurde dieses graphische Frontend jedoch wieder entfernt. Version 3 ist eine Neuimplementation in Ruby, und damit plattformunabhängig.